# خانه و دربند دکتر قوه
خانه و دربند دکتر قوه مربوط به دوره قاجار است و در شهرستان صدوق، بخش خضرآباد، شهر ندوشن، محله سودک، انتهای دربندقوه واقع شده و این اثر در تاریخ ۲۸ اسفند ۱۳۸۶ با شمارهٔ ثبت ۲۲۷۶۹ به‌عنوان یکی از آثار ملی ایران به ثبت رسیده است.